# Ibn Adil al-Hanbali
Ibn Adil al-Hanbali (arabisch ابن عادل الحنبلي, DMG Ibn ʿĀdil al-Ḥanbalī; gest. nach 880) war ein islamischer Gelehrter. Er ist Verfasser eines Tafsīr-Werkes mit dem Titel al-Lubāb fī ʿulūm al-Kitāb (arabisch اللباب في علوم الكتاب). Sein Korankommentar erschien in einer modernen Ausgabe in Beirut, Libanon, im Verlag Dār al-Fikr.

## Schriften
- al-Lubāb fī ʿulūm al-Kitāb